# 김한조
김한조(金漢兆, 1962년 1월 25일 ~ )은 KBO 리그 롯데 자이언츠와 태평양 돌핀스에서 뛰었던 야구 선수이다. 좌투우타였으며 동아대학교를 졸업했다.

## 출신학교
- 경남고등학교
- 동아대학교